# Bromelia agavifolia
Bromelia agavifolia är en gräsväxtart som beskrevs av Adolphe-Théodore Brongniart och Jean-Baptiste Houllet. Bromelia agavifolia ingår i släktet Bromelia och familjen Bromeliaceae.
Artens utbredningsområde är Franska Guyana. Inga underarter finns listade i Catalogue of Life.